# Grande Prêmio da França de 1954
Resultados do Grande Prêmio da França de Fórmula 1 realizado em Reims-Gueux em 4 de julho de 1954. Quarta etapa da temporada, nele a Mercedes estreou com dobradinha graças ao argentino Juan Manuel Fangio e ao alemão Karl Kling. Foi a primeira vitória de uma equipe não originária da Itália ou dos Estados Unidos na história da categoria.

## Classificação da prova
| Pos. | Nº | Piloto                | Construtor | Voltas | Tempo/Diferença      | Grid | Pontos |
| ---- | -- | --------------------- | ---------- | ------ | -------------------- | ---- | ------ |
| 1    | 18 | Juan Manuel Fangio    | Mercedes   | 61     | 2:42:47.9            | 1    | 8      |
| 2    | 20 | Karl Kling            | Mercedes   | 61     | + 0.1                | 2    | 6      |
| 3    | 34 | Robert Manzon         | Ferrari    | 60     | + 1 volta            | 12   | 4      |
| 4    | 46 | Príncipe Bira         | Maserati   | 60     | + 1 volta            | 6    | 3      |
| 5    | 14 | Luigi Villoresi       | Maserati   | 58     | + 3 voltas           | 14   | 2      |
| 6    | 24 | Jean Behra            | Gordini    | 56     | + 5 voltas           | 17   |        |
| Ret  | 28 | Paul Frère            | Gordini    | 50     | Eixo                 | 19   |        |
| Ret  | 4  | Maurice Trintignant   | Ferrari    | 36     | Motor                | 9    |        |
| Ret  | 36 | Louis Rosier          | Ferrari    | 27     | Motor                | 13   |        |
| Ret  | 12 | Onofre Marimón        | Maserati   | 27     | Câmbio               | 5    |        |
| Ret  | 16 | Roberto Mieres        | Maserati   | 24     | Motor                | 11   |        |
| Ret  | 42 | Ken Wharton           | Maserati   | 19     | Transmissão          | 16   |        |
| Ret  | 48 | Harry Schell          | Maserati   | 19     | Bomba de combustível | 21   |        |
| Ret  | 22 | Hans Herrmann         | Mercedes   | 16     | Motor                | 7    | 1      |
| Ret  | 44 | Roy Salvadori         | Maserati   | 15     | Semieixo             | 10   |        |
| Ret  | 2  | José Froilán González | Ferrari    | 13     | Motor                | 4    |        |
| Ret  | 32 | Lance Macklin         | HWM-Alta   | 10     | Motor                | 15   |        |
| Ret  | 30 | Georges Berger        | Gordini    | 9      | Motor                | 20   |        |
| Ret  | 6  | Mike Hawthorn         | Ferrari    | 9      | Motor                | 8    |        |
| Ret  | 26 | Jacques Pollet        | Gordini    | 8      | Motor                | 18   |        |
| Ret  | 10 | Alberto Ascari        | Maserati   | 1      | Transmissão          | 3    |        |